# Paulo Kassoma
António Paulo Kassoma (Luanda, 6 de junio de 1951) es un político angoleño. Fue primer ministro de su país desde el 30 de septiembre de 2008 al 5 de febrero de 2010 cuando la nueva constitución abolió ese cargo. Antes de dedicarse a la política, estudió electromecánica.

## Carrera política
Desde 1989 a 1992 Kassoma fue ministro de Comunicaciones. El 9 de abril de 1992 paso a ocuparse del Ministerio de Administración Territorial. Anteriormente había ocupado diversos viceministerios: el de Transportes y Comunicación (1988-1989) y de Defensa (1978-1979). Más adelante fue gobernador de la provincia de Huambo y primer secretario del Movimiento Popular de Liberación de Angola (MPLA) en dicha provincia. En el 5.° Congreso Ordinario de su partido, celebrado en diciembre de 2003, Kassoma fue elegido miembro de su comité de dirección.
El 26 de septiembre de 2008, tras la victoria del MPLA en las elecciones celebradas ese mismo mes, la dirección del MPLA eligió a Kassoma como sucesor de Fernando da Piedade Dias dos Santos como primer ministro. De acuerdo con esa decisión, el presidente José Eduardo dos Santos nombró a Kassoma primer ministro el 30 de septiembre; en ese mismo decreto, destituyó a Kassoma de su cargo de gobernador provincial. Tras su nombramiento, el nuevo primer ministro dijo que su prioridad sería acelerar el proceso de reconstrucción nacional. Kassoma formó su primer gobierno el 1 de octubre, estando compuesto por 35 miembros, 17 de ellos siendo nuevos ministros. En febrero de 2010 dejó el puesto de primer ministro, que fue abolido y parte de sus competencias asumidas por la nueva vicepresidencia que ocupó Dias dos Santos, pasó a ser el presidente de la Cámara de Diputados.